# Рязановское сельское поселение (Мордовия)
Рязановское се́льское поселе́ние — упразднённое муниципальное образование в Старошайговском районе Мордовии Российской Федерации.
Административный центр — село Рязановка.

## История
Статус и границы сельского поселения установлены Законом Республики Мордовия от 28 декабря 2004 года № 126-З «Об установлении границ муниципальных образований Старошайговского района, муниципального образования Старошайговский район и наделении их статусом сельского поселения и муниципального района»
Законом от 17 мая 2018 года N 48-З Шуварское, Восходское, Рязановское сельские поселения и сельсоветы были упразднены, а входившие в их состав населённые пункты были включены в состав Старотеризморгского сельского поселения и сельсовета с административным центром в селе Старая Теризморга.

## Население
| 2002 | 2010 | 2012 | 2013 | 2014 | 2015 | 2016 |
| ---- | ---- | ---- | ---- | ---- | ---- | ---- |
| 244  | ↘223 | →223 | ↘212 | ↘203 | ↘192 | ↗194 |
| 2017 | 2018 |      |      |      |      |      |
| ↘184 | ↘176 |      |      |      |      |      |

## Состав сельского поселения
| № | Населённый пункт | Тип населённого пункта | Население |
| - | ---------------- | ---------------------- | --------- |
| 1 | Оржевка          | посёлок                | ↘1        |
| 2 | Ровный           | посёлок                | ↘29       |
| 3 | Рязановка        | село                   | ↘193      |